# Meister des Stundenbuchs der Guémadeuc
Als Meister des Stundenbuchs der Guémadeuc wird in der Kunstgeschichte ein mittelalterlicher Buchmaler bezeichnet. Er war Ende des 15. Jahrhunderts wohl in Lyon tätig, das sich neben der Hauptstadt des französischen Königreiches Paris zu einem Zentrum der Buchmalerei in den Provinzen entwickelt hatte. Der namentlich nicht sicher bekannte Künstler ist nach dem von ihm um 1495 für die bretonische Familie Guémadeuc ausgemalten Stundenbuch benannt. Mitglieder dieser Familie sind im Hofstaat der Königin Anne de Bretagne zu finden, der sich um 1500 mehrfach in Lyon aufgehalten hat. Eventuell war der Maler selbst als reisender Künstler aus dem Umfeld dieses Hofes und mit Auftraggebern aus dem Kreis um die Königin in die Stadt gekommen. Wegen der Darstellung der Namenspatronin der Königin wird auch vermutet, dass das Buch als Geschenk in den im Besitz der Familie gelangt sein könnte.
Der Meister des Stundenbuchs der Guémadeuc wird in der Forschung meist mit dem Meister des Antoine de Roche identifiziert, einem Buchmaler, der im Auftrag des Antoine de Roche, Groß-Prior von La Charité-sur-Loire, ein Missale illuminierte. Bei diesem Meister soll es sich wiederum um den aus Italien stammenden Maler Guido Mazzoni aus Modena handeln. 
Selbst für ein Werk seiner Art ist das Stundenbuch der Guémadeuc mit einer  außergewöhnlich großen Anzahl an Bildern ausgeschmückt. Insgesamt finden sich 334 Bilder auf den 122 Seiten der handlichen Pergamenthandschrift. Kunsthistorisch bedeutend ist auch, dass sein Maler nicht auf sonst übliche Abbildungsmotive und -folgen zurückgreift, sondern eine eigenständige Darstellungsweise entwickeln konnte. Er hat alle Illuminationen des Stundenbuches erstellt, mit Ausnahme einer Miniatur einer Gregorsmesse, die wohl aus der Werkstatt des Meisters des Guillaume Lambert stammt.